# Hem-Hardinval
Hem-Hardinval è un comune francese di 363 abitanti situato nel dipartimento della Somme nella regione dell'Alta Francia.
Il suo territorio comunale è bagnato dalle acque del fiume Authie.

## Società

### Evoluzione demografica
Abitanti censiti